# July Paul

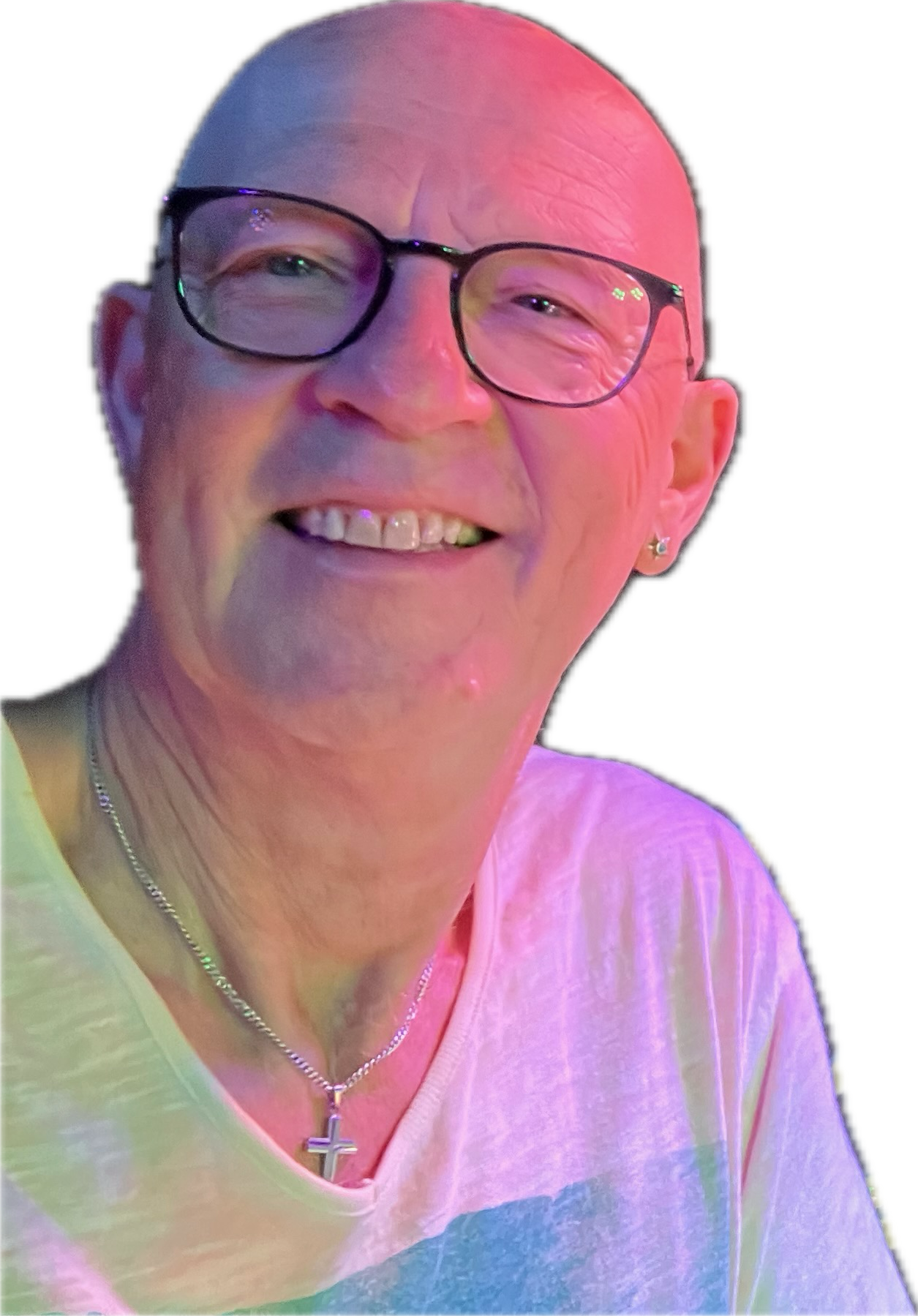
July Paul (2016)

July Paul (* 6. März 1955 in München als Julius Michael Paul) ist ein deutscher Rocksänger und Liedermacher. Paul lebt seit 1992 in Österreich.

## Leben
Bereits im Alter von fünf Jahren bekam Julius Paul von einem Lehrer des Richard-Strauss-Konservatoriums Klavier- und Flötenunterricht. Mit 14 Jahren gründete er seine erste Band The Ace. 1978 gründete er die July Paul Band und begann, eigene Lieder zu schreiben. 1979 übernahm er bei der Münchner Produktionsfirma Polyband eine Stelle als Programmgestalter, ein Jahr später wurde er in diesem Hause Musikproduzent und A & R-Manager. 1980 erfolgte die Veröffentlichung seines Debütalbums July Paul Band – Original ‚BAV-Rock‘ aus München.
Zusammen mit der Sängerin Ingrid Peters belegte er 1983 mit dem Titel Viva la Mamma den zweiten Platz bei der deutschen Vorentscheidung zum Eurovision Song Contest. 
1985 veröffentlichte Paul mit Schrei wenn du kannst bei Jupiter Records sein erstes Soloalbum. 
Im Winter 1998 präsentierte er das von ihm selbstproduzierte Album I hab’s g’schafft mit ausschließlich eigenen Kompositionen und Texten.

## Diskografie
| Jahr | Titel                      | Formation           | Label              |
| ---- | -------------------------- | ------------------- | ------------------ |
| 2020 | Prise Hoffnung             | July Paul           | GOSHAWK 66 RECORDS |
| 2018 | Gib nicht auf              | July Paul           | GOSHAWK 66 RECORDS |
| 2011 | Neues Leben                | July Paul           | GOSHAWK 66 RECORDS |
| 2007 | Horizont                   | July Paul           | GOSHAWK 66 RECORDS |
| 2005 | Sommer auf'm Berg          | July Paul & friends | GOSHAWK 66 RECORDS |
| 1998 | I hab's g'schafft          | July Paul           | West East Music    |
| 1985 | Schrei wenn du kannst      | July Paul           | Jupiter Records    |
| 1980 | Orig. BAV-Rock aus München | July Paul Band      | Topsound           |

| Jahr | Titel                 | Formation | Label              |
| ---- | --------------------- | --------- | ------------------ |
| 2023 | Im Fluss der Zeit     | July Paul | GOSHAWK 66 RECORDS |
| 2021 | Balladen Vol. 3       | July Paul | GOSHAWK 66 RECORDS |
| 2021 | Balladen Vol. 2       | July Paul | GOSHAWK 66 RECORDS |
| 2021 | Balladen Vol. 1       | July Paul | GOSHAWK 66 RECORDS |
| 2021 | Sommer Sonne Austria  | July Paul | GOSHAWK 66 RECORDS |
| 2016 | Bayern Goes Austria   | July Paul | GOSHAWK 66 RECORDS |
| 2015 | Tag und Nacht, Vol. 2 | July Paul | GOSHAWK 66 RECORDS |
| 2015 | Tag und Nacht, Vol. 1 | July Paul | GOSHAWK 66 RECORDS |